# Hilarión Eslava
Hilarión Eslava (Burlada, Navarra, 21 d'octubre de 1807 - Madrid, Castella, 23 de juliol de 1878) fou un musicògraf, sacerdot i compositor navarrès. Les composicions d'Eslava es caracteritzen per la seva originalitat, severitat en la forma, riquesa d'harmonia, classicisme, sobrietat en l'orquestració i admirable destresa en el maneig de les veus: destacà en totes les branques i sempre es distingí pels seus vasts i profunds coneixements musicals, així com pel seu clar criteri en totes les qüestions que pertanyen a la música.
Mariano Soriano, en la Historia de la música española, parla d'Eslava amb motiu de les posicions que aquest va fer el 1830 en Escenas contemporáneas (Madrid, 1859) en els apunts biogràfics de l'il·lustre mestre; Francisco Asenjo Barbieri, en el setmanari La opera española (1870, també publicà una biografia, i Antonio Peña y Goñi, a La opera española y la música dramàtica en España, fa un profund estudi de l'obra d'aquest insigne músic.

## Biografia
Els seus pares, eren propietaris d'una gran casa pairal de la família, coneguda amb el nom de Benitorena, gaudia d'una folgada posició, i donaren al seu únic fill baró una esmerçada educació, procurant instruir-lo en totes les branques que és possible en l'edat pueril, tenint en compte l'estat literari de l'època. El talent i l'aplicació del nen correspongueren a la sol·licitud dels pares, perquè als vuit anys Hilarión ja havia acabat l'educació primària.
Les casuals circumstàncies a què l'art musical espanyol degué un dels seus mestres més eminents, fou poetitzada per alguns biògrafs. Tres versions s'han escrit sobre aquest esdeveniment, que va decidir el pervindre d'Eslava, i com que en el fons són molt poc diferents, hom pren la més interessant i versemblant, la de José Esperanza, exposada en l'article necrològic publicat en La Ilustració Española y Americana del 30 de juliol de 1878, pocs dies després de la mort del mestre.
Sembla que passejant per la vora del riu que banya el poble de Burlada, el rector del col·legi d'infantons i nens de cor de la catedral de Pamplona, passà davant d'un grup d'infants que per allà jugaven, cridant-li sobretot l'atenció un d'aspecte ferreny i esguard intel·ligent, amb el qual travà conversa, i li preguntà si sabia llegir i escriure, contestant-li amb gran deseiximent el noi afirmativament, afegint que a més sabia comptar i cantar. El rector va somriuré i li demana que cantés quelcom, al qual al noi i va correspondre sense cap mena de dubte, entonant una jota, restant encantat de l'afinació amb la qual el noi havia cantat i de la seva veu clara i extensa: li preguntà si volia ser nen de cor de la catedral, pregunta contestada afirmativament amb gran alegria del rector. No digueren el mateix els pares, que en ell veien el continuador de la seva família i honrada fortuna, i el capellà s'entornà a Pamplona deixant el noi en el major desconsol.
Poc temps després tornà el capellà a Burlada a la recerca d'infants per al cor de la catedral. S'encaminà a l'escola i feu cantar alguns nois, sense assolir trobar-ne cap que reunís les condicions que desitjava; preguntà al mestre per Eslava, i aquest es presentà de seguida, i vençuda la tenaç resistència del seu pare, a força de precs i súpliques de l'interessat, aquest ingressà en el col·legi d'infantons de la catedral de Pamplona, on començà la seva educació musical el 1816.
Estudià solfeig amb el mateix rector; el piano i l'orgue amb Julián Prieto, i en el seminari de la capital navarresa cursà humanitats sota la direcció de Víctor Salinas. El setge de Pamplona del 1823 l'obligà a suspendre els estudis i a abandonar el col·legi d'infants. Durant els set anys que hi va romandre fou tal el seu aprofitament, que només amb els coneixements de solfeig va escriure fragments de música, que foren executats pels seus companys, i un dia substituí a l'organista de la catedral, deixant sorpresos als membres del Capítol, que ignoraven els ràpids avanços del jove músic.
Acabat el setge tornà a Pamplona i es dedicà a l'estudi del violí, violoncel i contrabaix, aconseguint una plaça en la catedral amb l'obligació de tocar el violí, mentre cursava en el seminari la carrera eclesiàstica (1824). Dos anys més tard, preparant-se per fer oposicions a la plaça d'organista de Falces, i brindat amb la de la col·legiata de Roncesvalles, el capítol catedralici li augmentà la seva assignació, afegint a l'obligació abans citada la d'escriure algunes composicions, tocar l'orgue i cantar de contralt o tenor.

## Composicions
Les seves composicions ja eren estimades per la seva perfecció i originalitat, mereixent citar-se un motet a vuit veus per a orquestra i obligat d'orgue, executat en l'octava de l'Ascensió, que se celebra amb gran sumptuositat en aquella catedral. Només comptava vint anys i ja gaudia de gran reputació; però desitjant perfeccionar els seus estudis es traslladà a Calahorra el 1827, on va romandre set mesos, dedicant-se amb percaça, sota la direcció del mestre de capella en Francisco Secanilla, a recórrer totes les branques de la composició.

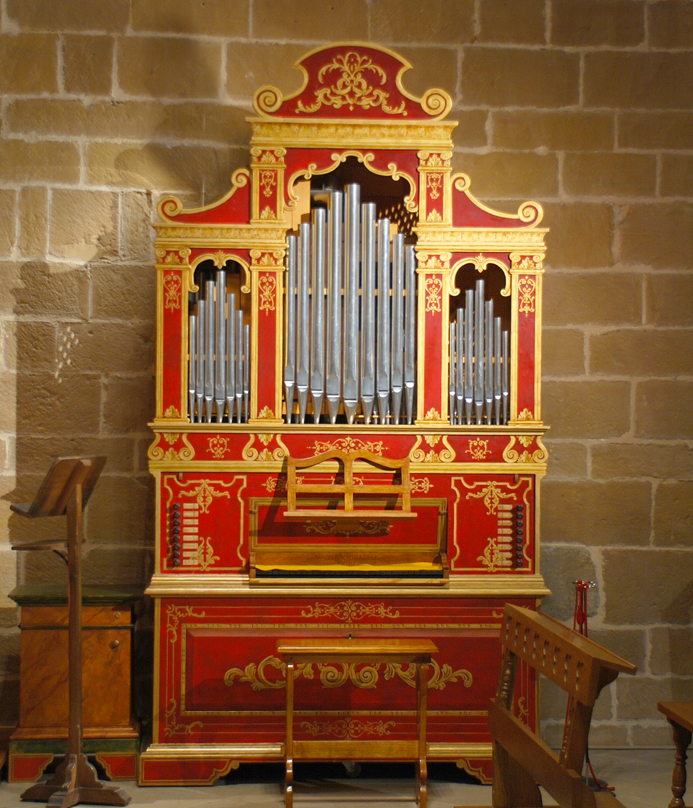
Orgue de la catedral de Pamplona amb el que Eslava deixà bocabadat el Capítol

Vacant el magisteri de capella de la catedral de Burgo de Osma, Eslava l'aconseguí prèvia una rigorosa oposició, aprofitant la seva residència en aquella vila per cursar filosofia i ordenar-se diaca. Durant els quatre anys que ocupà aquesta plaça va compondre un gran nombre d'obres religioses i molts villancets, la qual poesia va escriure ell mateix. Pels anys 1829 a 1830 restà vacant el magisteri de la catedral de Sevilla i el de la Capella reial; Eslava s'hi presentà a oposicions, hagué de competir amb Olivares i Andreví entre d'altres i, malgrat que en les primeres restà col·locat en primer lloc, i en les segones, reconegut pel tribunal el seu mèrit superior, el capítol de Sevilla es decidí per un opositor de València, i tribunal de Madrid considerà que la seva edat era poc adequada pel càrrec de mestre de capella del rei.

## Per fi Sevilla
Tornà a restar vacant de la catedral de Sevilla (1832), i el Capítol per a reparar sens dubte la injustícia comesa amb Eslava en l'anterior oposició, el nomenà mestre de capella, eximint-lo de nous exercicis. Al cap de poc de prendre possessió del nou càrrec rebé les ordes del presbiterat, i cantà missa a l'església de l'Encarnació. D'aquesta època són els seus cèlebres Misereres, les Misses amb petita orquestra i orgue, aprofitant els recursos que li proporcionaven els dos magnífics orgues d'aquella catedral, els Villancicos de los bailetes de los Seises, una Lamentació, i gran nombre de motets i coples; també preparava els elements del seu notable Método de solfeo, publicat més tard amb gran acolliment, i es dedicava a l'ensenyança gratuïta de la música i, on tingué entre els seus alumnes al tenor Antonio Cordero i Fernandez.
Privat de les seves rendes el Capítol, la seva prebenda es reduí a 400 ducats, obligant al mestre a cercar nous recursos, llençant-se vers l'art dramàtic. Cercà per les seves òperes poemes que no desdigueren del caràcter sagrat de què estava revestit, i malgrat recollir èxit i fama, no li mancaren disgusts i amargors, deguts als escrúpols del Capítol sevillà, que no veia amb bons ulls el nou camí emprès pel seu mestre de capella, a les intrigues de bastidors i a l'actitud hostil de la majoria dels músics de la cort.

## Primeres òperes

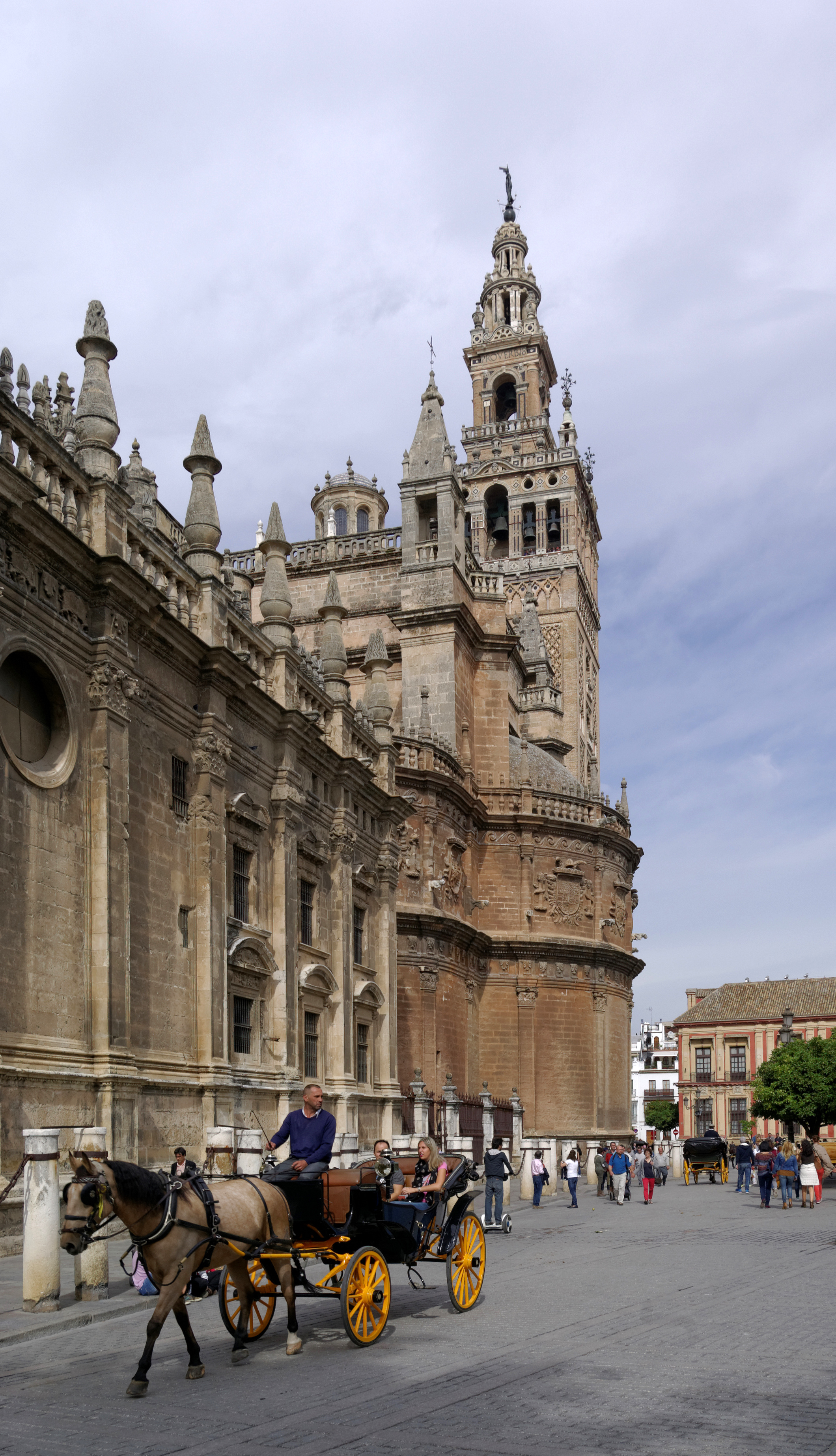
Catedral de Sevilla on Eslava desenvolupà gran part de la seva tasca

La seva primera òpera, Il solitario (1841), s'estrenà a Cadis amb un èxit excel·lent, que confirmaren el mateix any els públics de Sevilla i Madrid. Animat per la brillant acollida de la seva primera obra dramàtica, també estrenà a Cadis Las treguas de Tolemaida (1842), sent rebuda amb grans aplaudiments, el mateix que en ésser reproduïda a Madrid i en diferents capitals de província. La seva tercera òpera, Pietro il Crudele, estrenada a Sevilla el 1843, no aconseguí la fortuna de les primeres. En la mort de Rodríguez de Ledesma (1847), Eslava es presentà novament a les oposicions al magisteri de la Capella reial, aconseguint aquest càrrec pel vot unànime del jurat.

## Establiment a Madrid
S'establí a Madrid i desaparegué públicament per complet, sent al pocs temps nomenat professor del Conservatori on tingué entre els seus alumnes predilectes al logronyès Leopoldo Martín Elexpuru, el tortosí Enric Camó i al guipuscoà Felipe Gorriti y Osambela, i al sorià Manuel de la Mata, fou inspector de les seves ensenyances, i més tard (1866), director de la secció de música d'aquest. Aquesta fou l'època més fecunda de la seva vida per la publicació d'importants treballs, com: La Lira Sacro-Hispana, gran col·lecció de música religiosa d'autors espanyols antics i moderns, amb notes biogràfiques dels mateixos al principi de cada volum; Museo organico español, Escuela completa de harmonía y composición, Historia de la música religiosa en España, i Organistas españoles.
En l'última etapa de la seva vida escrigué un tractat sobre Géneros de música, i reuní les dades per una Historia del canto llano. Si com a savi i didàctic brillà a gran altura, no assolí menys fama com a compositor sagrat, com ho acrediten les seves obres, entre elles:
- Te Deum.
- Missa de difunts.
- Lamentacions de Setmana Santa,
- una Seguentia, de la missa de Pasqua de Resurrecció,
- Christus factus est, antífona,
- Parafrasis de la cantiga XIV d'Alfons el Savi,
- Motets, a veus soles,
- Dies irae, a torbo-don
- Ofici de difunts amb Te Deum,
- Missa de Quaresma, sense orquestra
- Miserere, sense orquestra,
- Stabat Mater,
- Salve en re amb Te Deum,
- Sequentia, per les misses de Pentecosta i Corpus Christi
- Salve en mi,
- Lletania en mi,
- Missa en la,
- Libera me, responsori,
- Missa brevis

Fundà la Societat artístico-musical, dirigí la Gaceta musical de Madrid, era cavaller de la Gran Creu d'Isabel la Catòlica i de Maria Victòria, i comanador de l'orde de Carles III, i va pertànyer a la Reial Acadèmia de Belles Arts de San Fernando, escó que en el seu decés ocupà el també músic Ildefonso Jimeno de Lerma, i al Consell d'Instrucció Pública.
Com a professor del Conservatori marcà una nova era en la història d'aquell centre d'instrucció, per les saludables reformes que allà implantà i pels deixebles que reberen lliçons d'aquest mestre, alguns dels quals han estat més tard músics honorables per la música espanyola, com Eusebio Subero y Diaz, Pablo Hernández Salces, Gaspar Espinosa de los Monteros y Jiménez. o Hilario Prádanos.